# Nefiracetam
El Nefiracetam es un nootrópico de la familia de las racetam, utilizado para combatir la demencia. Las acciones citoprotectoras del nefiracetam están mediadas por la mejora de los sistemas neuronales GABAérgico, colinérgico y monoaminérgico, responsables de los efectos antiamnesia eficaces para tratar la enfermedad de Alzheimer y demencia asociada a problemas cerebrovasculares.
El nefiracetam no está aprobado por la FDA para su utilización en humanos, ni tampoco por la Agencia Europea de Medicamentos y sus supuestas propiedades terapéuticas son cuestionadas y muy dudosas.